# 瓜亚基尔湾

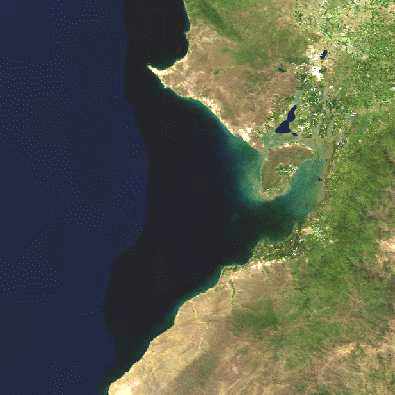
瓜亚基尔湾

瓜亚基尔湾（西班牙語：Golfo de Guayaquil），南美洲西岸，太平洋沿岸最大海湾，主要部分属厄瓜多尔，西南一部分属秘鲁，北为圣埃伦纳半岛，南为帕里尼亚斯角。该海湾因岸边的瓜亚基尔，以及瓜亚斯河而得名。
瓜亚基尔湾湾口处最宽达225公里，向内逐渐收窄。该海湾以盛产石油和天然气闻名。